# Salvador (film)
Salvador (hiszp. Salvador (Puig Antich)) – hiszpańsko-brytyjski dramat biograficzny z 2006 roku w reżyserii Manuela Huergi. Zdjęcia kręcono w Barcelonie, Andorze, Walencji i Tuluzie.

## Opis fabuły
Film opisuje historię katalońskiego anarchisty Salvadora Puig Anticha, który jako ostatnia osoba w Hiszpanii został w 1974 roku skazany na karę śmierci przez reżim Francisco Franco.

## Obsada
- Daniel Brühl jako Salvador Puig Antich
- Tristán Ulloa jako Oriol Arau
- Leonardo Sbaraglia jako Jesús Irurre
- Leonor Watling jako Cuca
- Ingrid Rubio jako Margalida
- Celso Bugallo jako ojciec Salvadora
- Mercedes Sampietro jako matka Salvadora
- Olalla Escribano jako Imma Puig
- Carlota Olcina jako Carme Puig
- Bea Segura jako Montse Puig
- Andrea Ros jako Merçona Puig
- Jacob Torres jako Santi Soler
- Joel Joan jako Oriol Solé
- Pau Derqui jako Jordi Solé
- Oriol Vila jako Ignasi Solé
- Raül Tortosa jako Quim Puig Antich